# Свинецевропий
Свинецевропий — бинарное неорганическое соединение
европия и свинца
с формулой EuPb,
кристаллы.

## Получение
- Сплавление стехиометрических количеств чистых веществ:

{\displaystyle {\mathsf {Eu+Pb\ {\xrightarrow {1080^{o}C}}\ EuPb}}}

## Физические свойства
Свинецевропий образует кристаллы
тетрагональной сингонии, пространственная группа P 4/mmm, параметры ячейки a = 0,5227 нм, c = 0,4586 нм, Z = 2,
структура типа медьзолота AuCu
.
Соединение конгруэнтно плавится при температуре 1080°C.
При температуре 857-870°C в соединении происходит фазовый переход.